# Carpilius corallinus
Crabe bombé antillais, Crabe corail, Tou'teau
Espèce
Synonymes
- Cancer corallinus Herbst, 1783[3] [4]
- Cancer marmarinus Herbst, 1804[3] [4]

Carpilius corallinus, communément nommé Crabe bombé antillais, Crabe corail ou Tou'teau, est une espèce de crustacé marin de la famille des Carpiliidae.
La Crabe bombé antillais est présent dans les eaux tropicales de la zone occidentale de l'Océan Atlantique et plus particulièrement dans le Golfe du Mexique et la Mer des Caraïbes et des côtes de la Floride au Brésil. Ce crabe est comestible.